# Silverskräling
Silverskräling (Naucoria bohemica) är en svampart som beskrevs av Velen. 1921. Enligt Catalogue of Life ingår Silverskräling i släktet skrälingar,  och familjen Strophariaceae, men enligt Dyntaxa är tillhörigheten istället släktet skrälingar,  och familjen buktryfflar. Arten är reproducerande i Sverige. Inga underarter finns listade i Catalogue of Life.